# Deutstetten

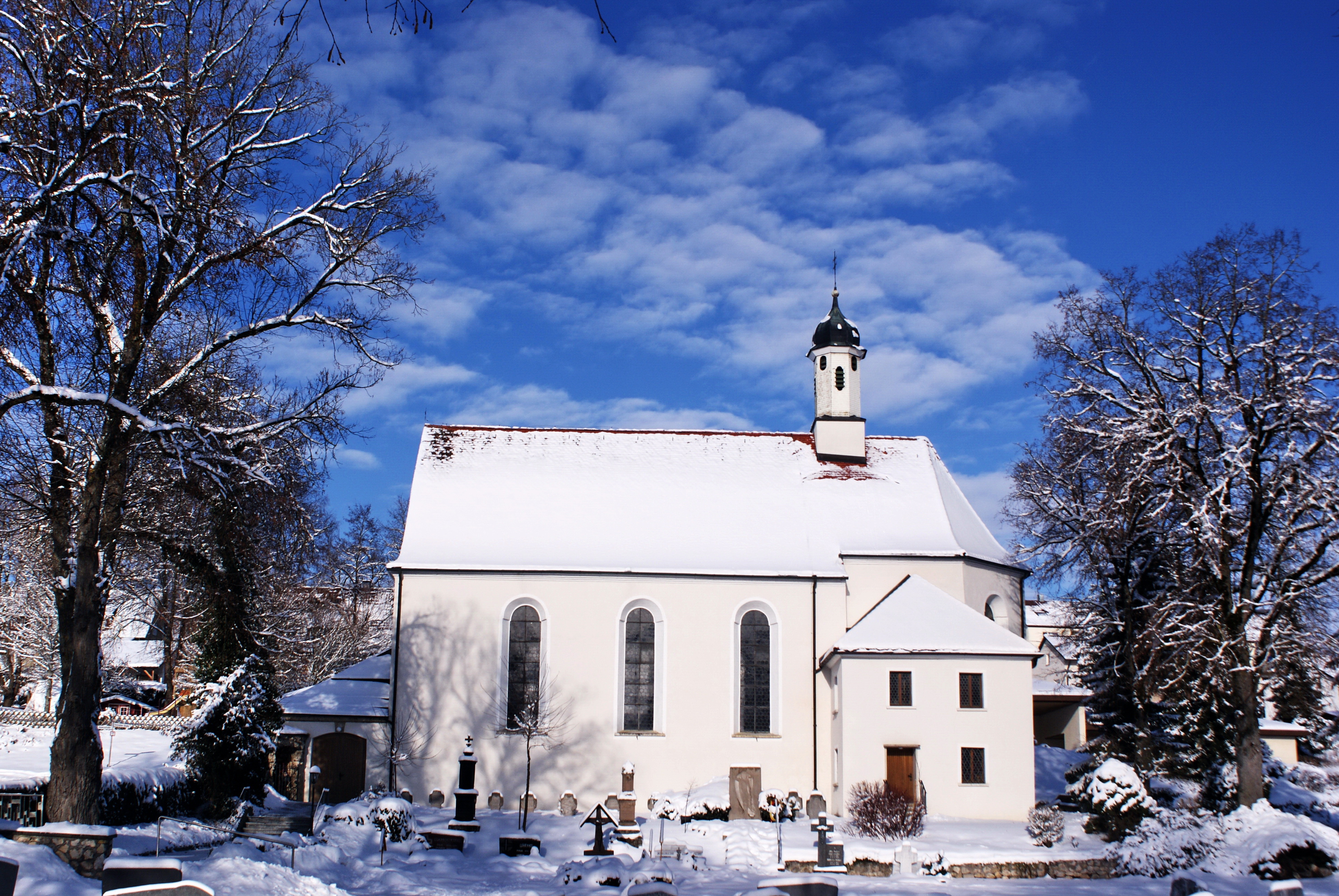
Wallfahrtskirche Maria Deutstetten in Veringenstadt. Die Pfarrei Deutstetten ist bis in das Jahr 1241 nachweisbar. Wallfahrt seit 1417. Kirchenneubau 1753.

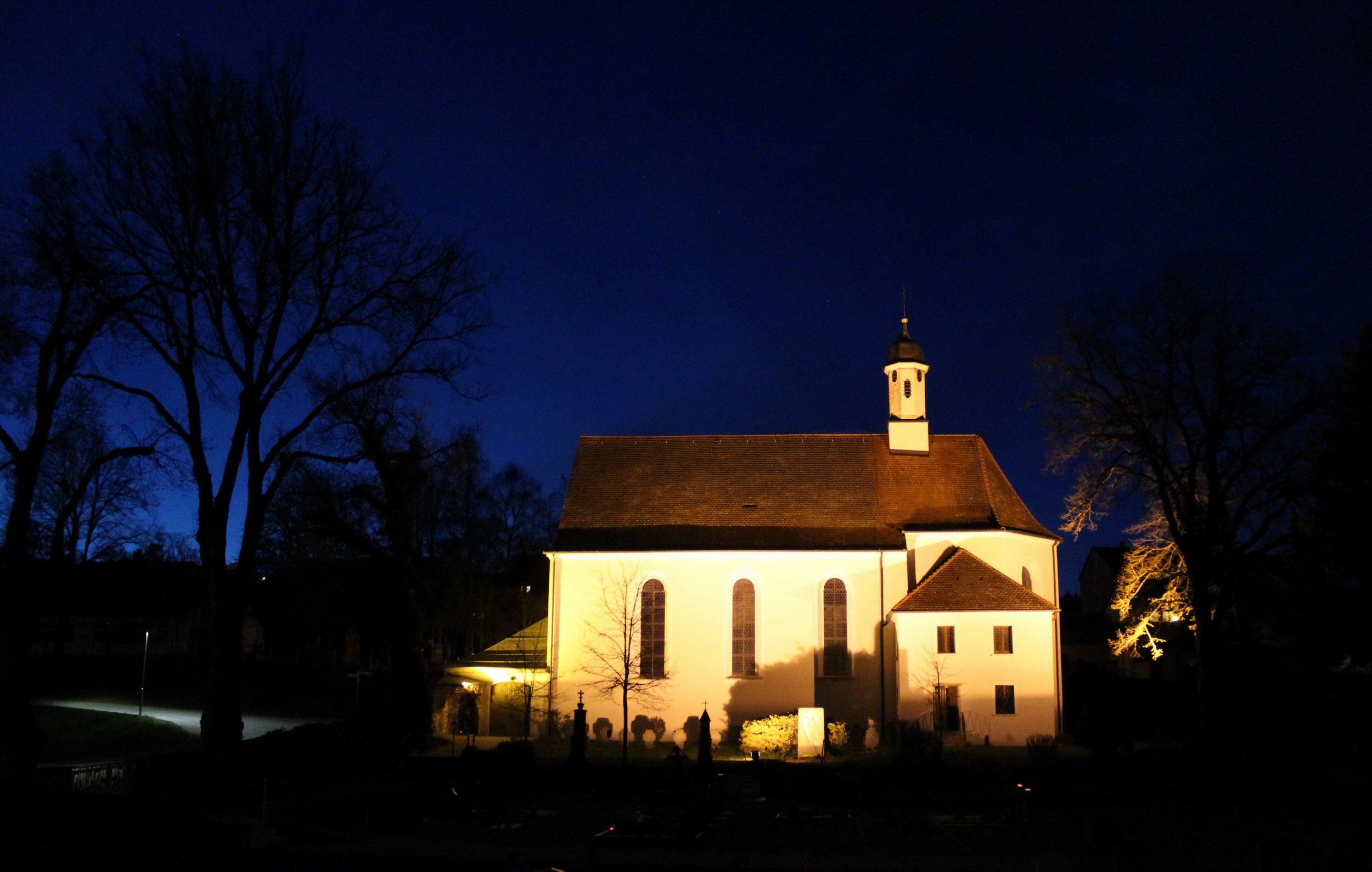

Maria Deutstetten bezeichnet eine römisch-katholische Wallfahrtskirche in Veringenstadt im Landkreis Sigmaringen in Baden-Württemberg. Das barocke Kirchengebäude wurde anstelle eines älteren Vorgängerbaus errichtet und im Jahr 1753 geweiht.

## Name
Der Name Deutstetten leitet sich von dem Althochdeutschen Wort Diet (= Volk) ab, das in germanischer Zeit den Gerichtsplatz bezeichnete. Neben dem Namen Deutstetten waren im Laufe der Jahrhunderte auch andere Namen gebräuchlich: z. B. Titstetten, Tittstetten, Tutstetten, Tylstetten, Dylstetten, Digtstetten, Dillstetten und Dulstetten.
Deutstetten bezeichnet ein sehr altes Siedlungsgebiet der Stadt Veringenstadt, das bereits seit etwa 4000 Jahren besiedelt ist und damit älter als die eigentliche Stadt ist. Im Mittelalter bezeichnete der Name gleichfalls die Wallfahrtskirche Maria Deutstetten, die in diesem Siedlungsgebiet steht. Die Pest ließ alle Bewohner in Deutstetten wegsterben („Klag über Klag – 70 in einem Grab“) und ließ die Kirche verwaist zurück. Nun sollte die alte Kirche zu Beginn des 15. Jahrhunderts abgerissen werden. Bei einem verheerenden Hochwasser am 24. Februar 1417 (1429) wurde jedoch die Stadt nicht nur vor schlimmen Schäden verschont, sondern es wurde der Überlieferung nach auch eine Holzskulptur angeschwemmt, deren Herkunft bis heute unklar ist. Seit 600 Jahren wird diese Pietà verehrt und zahlreiche Votivtafeln erzählen von wundersamen Heilungen.
Seit der Gründung der Stadt Veringen bezeichnet Deutstetten auch deren Friedhof. 1974 erhielt ein neu gebauter Kindergarten in der Nähe der Wallfahrtskirche ebenfalls den Namen Deutstetten.

## Geschichte

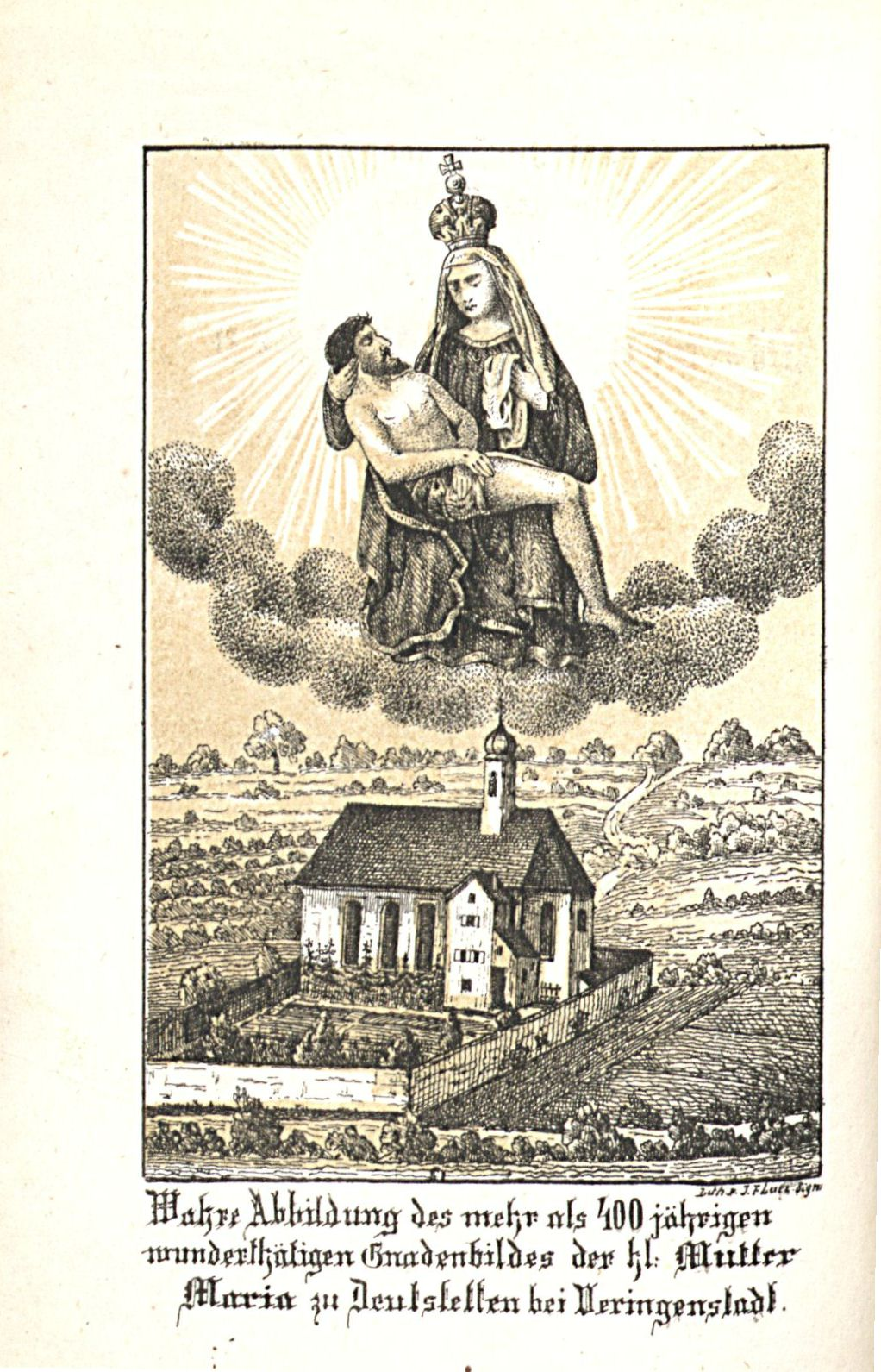
Ansicht der Wallfahrtskirche Maria Deutstetten mit Friedhof und angebauter Einsiedlerklause um 1880

In der Nähe der Wallfahrtskirche Deutstetten wurde am 21. April 1951 bei Grabungsarbeiten ein frühbronzezeitliches Hockergrab mit Bronzeschmuck aus der Zeit um 1800 v. Chr. freigelegt. Das mit Steinen eingefasste Grab war 150 cm lang und 50 cm breit. In dem Hockergrab lagen die Gebeine einer Frau mit angezogenen Knien, den Kopf im Westen, die Hände am Gesicht in der Haltung einer Schlafenden. Als Grabbeigaben fand man 2 Bronzespiralen und eine Reihe konisch zulaufender Bronzebecher von der Größe eines Fingerhutes, die oben durchlocht waren und wahrscheinlich als Haarschmuck getragen wurden. Eine neue, umfassende Völkerverschiebung um 1200 v. Chr. bringt eine grundlegende Umwälzung aller kulturellen Verhältnisse in Mitteleuropa und im Mittelmeerraum. Völker aus dem südöstlichen Europa brachten die Leichenverbrennung mit. Die Asche der Toten wurde mit den Bronzebeigaben in großen Urnen auf Friedhöfen ohne Grabhügel beigesetzt (Urnenfelderkultur). In Deutstetten liegt ein besonders großer Urnenfelderfriedhof.
Die frühmittelalterliche Missionierung der Gegend erfolgte nach 610 durch den irischen Wandermönch und Missionar Gallus († 16. Oktober 640). (Vgl. Gallusquelle im nahen Hermentingen).
Deutstetten wird in den Jahren 1241 und 1253 urkundlich als Pfarrei erwähnt. Die Kirche ist dem hl. Erhard und der hl. Walpurga geweiht. Leutpriester ist Heinrich von Titstetten (Deutstetten). Mit dem Aussterben der Staufer vor 1251 kam eine harte und friedlose Zeit. Überall entbrannte der kleine Krieg – die Fehde. Mord wurde auf offener Straße verübt, vorüberziehende Wanderer wurden beraubt, blühende Dorfer, Weiler und Höfe eingeäschert und zerstört. Beleidigte ein adeliger Herr einen seiner Nachbarn, so zerstörte dieser den Leibeigenen, Zins- und Zehntleuten seines Beleidigers all ihr Hab und Gut.
Zum Schutz der Bewohner wurde die Stadt Veringen gegründet. Eine eigene Pfarrei konnte in der neuen Stadt zunächst nicht gegründet werden. (Erst 1821 wurde die Kirche in Veringenstadt zur Pfarrkirche erhoben). Für die gräflichen Dienstleute war der „Burgpfaffe“ da. Die neu hinzugekommenen Einwohner genossen ihre früheren pfarrlichen Rechte teils zu Deutstetten, teils zu Veringendorf, weshalb auch noch bis in spätere Zeiten ein Teil der oberen Stadt bis zum Marktbrunnen und die Vorstadt „Gassen“ nach Deutstetten hinaus, und die Höllgaß und Unterstadt nach Veringendorf hinab in die Pfarreien gehörten. Die Pfarrangehörigen von Deutstetten wohnen von nun an, statt in verschiedenen Höfen zerstreut, größtenteils in der Stadt Veringen, und nur noch wenige Zins- und Lehensleute bleiben noch auf ihren verschont gebliebenen Höfen zu Deutstetten.
Im Februar 1291 beugte sich Graf Heinrich von Veringen vor König Rudolf I. um seine Huld und Gnade zu erbitten. Er entsagte allen Hoheits- und anderen Rechten auf die Grafschaft Veringen und überließ diese den Söhnen des Königs, ebenso verzichtete er zu deren Gunsten auf alle Rechte an die Burg Altveringen und die dazu gehörigen Besitzungen zu Veringen, Deutstetten usw. Als der Deutstetter Kirchensatz 1292 in den Besitz der Herren von Regoczwiller kommt, wohnen wahrscheinlich schon die meisten Pfarrangehörigen dieser Kirche in Veringenstadt. Das Dörfchen Deutstetten hat nur noch fünf größere Bauern und vielleicht, ebenso viele Kleinhäusler.
Als Veringen um 1300 österreichische Besitzung wurde, bestand der Weiler Titstetten aus 4 Lehenhöfen: Stramers Gut, Jägers Lehen, Fridingers Gut und Nagelins Hof. Außerdem der Sennehof als Widdemgut. König Albrecht von Österreich  vermachte im Jahr 1300 der Gemahlin seines erstgeborenen Sohnes Rudolf, der Blanka, einer Schwester des französischen Königs Philipp IV., als Morgengabe die Vogteirechte über Deutstetten. Graf Wolfradt von Veringen gelangte 1315 in den Besitz des Vogteirechtes der Kirche zu Titstetten (Deutstetten). Im Jahr 1336 war der Kirchherr von Deutstetten auch Kirchherr von St. Peter auf der Burg Veringen. Graf Heinrich von Veringen verkaufte 1344 Deutstetten an den Grafen Eberhard von Württemberg.
Im Zuge der Großen Pest 1347/49 und 1371/72 starb Deutstetten zum größten Teil aus. Die Mühle und der Weiler gingen zugrunde; allein der Friedhof blieb bestehen. In der Nähe des jetzigen Friedhofs soll ein Denkstein gestanden haben, der nun in die untere Ecke der jetzigen Pfarrkirche eingemauert ist. Er habe die Inschrift getragen: „Klag über Klag, siebenzig in einem Grab“. Im Pestjahr 1349 sollen 70 Personen in einer Nacht gestorben sein.
In den Jahren 1348, 1356, 1374 war Ulrich von Regnoczwiller Kirchherr zu Deutstetten. Graf Eberhard III. von Württemberg versetzte 1399 seine Rechte an Deutstetten als Afterpfand an den Grafen Eberhard von Werdenberg. Dessen Nachkommen besitzen diese Rechte bis zum Aussterben ihres Geschlechtes mit Graf Christoph im Jahre 1534.
Die Deutstetter Kirche sollte 1417/1429 entweiht und verkauft werden. In der Nacht auf Mittwoch, den 24. Februar überraschte eine große Überschwemmung die Stadt Veringen. Dabei gelobte der Magistrat, die Deutstetter Kirche nie mehr anzutasten. Auf einem dicken Brett (einer „Dille“) wird das Gnadenbild der Schmerzhaften Mutter angeschwemmt und bleibt an der unteren Kirchhofmauer hängen. Nachforschungen über deren Herkunft ergaben, dass niemand einen Anspruch auf die Pietà erhob. Bis heute ist die Herkunft der Figur ungeklärt. Die Stadt Veringen gilt als seit Menschengedenken der Pfarrkirche in Veringendorf unterstellt, deren Rektor seit 1360 Kaplaneistiftungen in der städtischen Nikolauskapelle genehmigen musste. Andererseits besaß die Pfarrei Deutstetten den städtischen Zehnt. Im Jahr 1535 erhielt das gräfliche (später fürstliche) Haus Hohenzollern Deutstetten als Manneslehen von Österreich. Junker Hans von Rechberg zu Schramberg war 1541 Zehntherr zu Dillstetten.
Am 20. Juli 1543 schlossen Georg von Rechberg und Meister Michael Möchel, Pfarrer zu Veringendorf, einen Vertrag über den Kleinzehnten der Pfarrei Dillstetten. Der Pfarrer von Veringendorf erhielt alle Kleinzehnten. Damit hörte die Pfarrei Deutstetten praktisch auf zu bestehen.
Nach dem Dreißigjährigen Krieg ist von 1660 ein Überschlag über die nötigen Bauarbeiten an der Kirche zu Dillstetten überliefert: Das Dach abheben und erneuern, den vorderen Giebel ausbessern und bestechen, die Kirchenmauer 108 Schuh lang und 10 Schuh, d. h. 16 Klafter aufzumauern, beiderseits des Beinhauses was an der Umfassungsmauer faul und niederfällig auf 60 Schuh abbrechen und vom Fundament 10 Schuh hoch neu aufmauern = 10 Klafter. Die restliche Mauer neu decken, das Gesträuch und Bäume abhauen usw. Die Baupflicht oblag dem Zehntherrn Fürst Meinrad I. von Hohenzollern-Sigmaringen. Pfarrer Franz Dangel in Veringendorf erhielt 1724 die Erlaubnis den Chor der Kirche Dillstetten neu zu bauen.
Das alte Kirchlein wurde 1751 abgebrochen. Am 4. Mai 1751 wurde der Grundstein zum Neubau von Maria-Deutstetten durch Pfarrer Franz Wilhelm Haas gleich neben den Eingang gelegt. Der Aufbau war fast ausschließlich von Spenden getragen. Beim Neubau gingen viele alte Votivtafeln verloren. Am 2. Mai 1753 wurde die neue Kirche gesegnet. Am 8. Mai wurde das Gnadenbild von der Nikolauskirche vom Thomas-Altar nach „Dillstetten“ übertragen. 6000 Menschen strömten zusammen. Sie kamen vor allem von Inneringen, Hettingen, Harthausen, Benzingen, Jungnau, Veringendorf, Egelfingen und Hochberg.
Am 5. August 1763 erfolgte die Kirchweihe durch Weihbischof Graf Fugger von Konstanz im Auftrag des Bischofs und Kardinals von Rot von Konstanz. Das alte Kirchenpatrozinium „St. Erhard und Walpurgis“ wurde in „Schmerzhafte Muttergottes“ geändert.
Zu Beginn des 19. Jahrhunderts war Deutstetten die meistbesuchte Wallfahrtskirche in Hohenzollern-Sigmaringen und Hohenzollern-Hechingen. Deutstetten sollte laut Mitteilung des Oberamts Sigmaringen vom 26. April 1811 wegen unzureichenden Stiftungsvermögens mit der St. Nikolaus-Kapelle zu einer Pfarrgemeinde vereinigt und zur Pfarrkirche von ganz Veringenstadt erhoben werden. Dieser Plan, bei dem die St. Nikolaus-Kirche abgebrochen werden sollte, wurde jedoch nicht umgesetzt.
Ab 1800 wurden erneut viele Votivtafeln gestiftet. Der Orgelbauer Schefold (1796–1868) aus Biberach baute 1847 eine neue Orgel ein. 1848–1849 wurden Baureparationen an der Wallfahrtskirche zu Deutstetten durchgeführt. Die Deutstetter Brücke wurde 1876 erneuert und Deutstetten renoviert.
1941 wurden die Lauchert am Fuße von Deutstetten verlegt und die Deutstetter Brücke abgerissen, nachdem sie ihre Funktion verloren hatte. (Sie stand ca. 50 m südlich des jetzigen Bahnüberganges). 1948 wurde Deutstetten durch ein Neubaugebiet nach 500 Jahren erneut besiedelt. Die Wallfahrtskirche wurde 1952 renoviert. Im Jahr 1989 folgte die Erneuerung des morschen Glockenturms und die Neueindeckung des Dachs. Die Firma Stehle aus Haigerloch-Bittelbronn errichtete 1994 eine neue Orgel.

## Das Gnadenbild und seine Legende

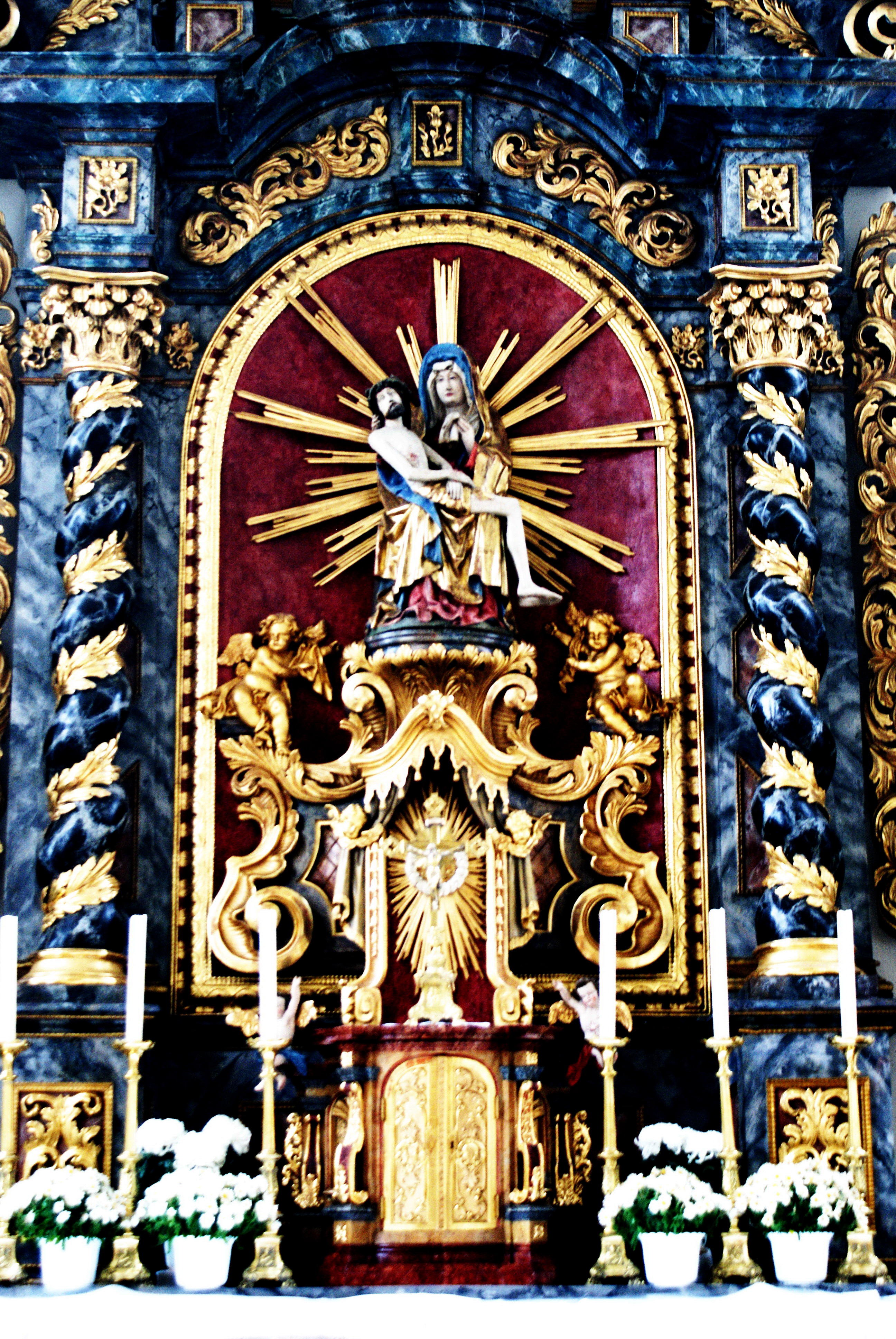
Pietà der Wallfahrtskirche Deutstetten aus dem Jahre 1417.

Die Überlieferung erzählt, dass im Jahre 1417 ein strenger Winter die ganze Gegend mit einer mächtigen Schneedecke überzogen hatte. Eines Tages trat Tauwetter mit starkem Regen ein und die gesamte Schneemasse schmolz innerhalb weniger Stunden. Wilde, trübschäumende Fluten überschwemmten in unglaublich kurzer Zeit alle Niederungen und Täler.
Der Stadtmagistrat war gerade auf dem Rathause versammelt, um über den Abbruch der Deutstetter Kirche zu beraten. Da trat in hastiger Eile der alte Ratsdiener in den Saal und verkündete der Versammlung, dass ein „Guß und groß Wasser“ im Anzuge sei und der Markt schon unter Wasser stehe. Die Ratsherren waren der Meinung, das werde nicht so schlimm werden und nahmen die Verhandlung wieder auf.
Der Ratsdiener musste aber schon bis an die Knie im eisigen Schneewasser waten, um die Stadttore zu erreichen. Er konnte durch das Gedränge der Haustiere, die eilig der Höhe des Schloßberges zugetrieben wurden, kaum durchkommen. In die unteren Stockwerke, in Ställe und Scheuern der niedrig gelegenen Häuser war die Flut bereits eingedrungen. Das Angstgeschrei der Menschen und Tiere, die sich durch das immer höher steigende Wasser hindurch arbeiteten, drang nun auch in die Ratstube hinauf. Der Schultheiß musste die Sitzung abbrechen und die Räte wollten schnell nach Hause, um nach dem Rechten zu sehen.
Aber die Rathaustreppe stand nun schon zu einem Viertel im Wasser. Einige wagten sich in das Wasser das ihnen stellenweise bis an die Brust reichte und sie erreichten nur unter Lebensgefahr ihre Häuser. Die Übrigen gingen wieder in den Saal zurück. Auf einmal dröhnte ein dumpfes Krachen. Die Stadttore zerbarsten unter dem Druck des Wassers und ein Balken war mit der Macht des Wassers gegen das Rathaus gestoßen. Das alte morsche Rathaus, erhielt einen so gewaltigen Stoß, dass es in seinen Grundfesten bebte und bis oben mächtig erschüttert wurde. Die Ratsherren glaubten in wenigen Augenblicken unter den Trümmern des einstürzenden Gebäudes im Wasser ein schauerliches Grab zu finden. In ihrer Not gelobten sie feierlich, die Deutstetter Kirche zu erhalten und nie mehr anzutasten.
Nun wurde es draußen ruhiger, der Wind legte sich, der Regenguss hörte auf und kurze Zeit darauf erschien die schmale Mondsichel zwischen den Wolken. Das Wasser begann zu fallen und verlief sich in wenigen Stunden ebenso schnell, wie es gekommen war. Bereits am Morgen konnte man „mit trukhenen Füessen über den Markt gehen“. Man hatte weder das Leben eines Menschen, noch eines Tieres, noch sonst ein größeres Unglück zu beklagen.
Als nun die Räte nach Deutstetten kamen, erblickten sie zu ihrer größten Verwunderung neben der unteren Kirchhofsmauer ein geschnitztes Bild der schmerzhaften Mutter Gottes, das „in lieblicher Farbenpracht in den Strahlen der aufgehenden Morgensonne glänzte“.
Das Bild wurde auf den Hochaltar gestellt, wo es bleiben sollte, bis man herausfindet, woher das Bild stammte. Trotz gewissenhafter Nachforschungen konnte jedoch die Herkunft des Bildes bis heute nicht geklärt werden.

## Architektur
Die weiß verputzte, annähernd geostete Saalkirche ist am östlichen Rand des Wohngebiets in Hanglage errichtet. Sie steht in der Nordwestecke eines ummauerten Friedhofgeländes. Das Kirchenschiff wird durch ein steiles Satteldach abgeschlossen und an den Langseiten durch je drei hohe, schmale Rundbogenfenster belichtet. Im Westen dient ein niedriger Anbau als Eingangsbereich. Das geschwungene Mittelstück des Dachs wird durch einen Mittelrisalit hervorgehoben, in dem ein Fenster mit Stichbogen eingelassen ist.
Der eingezogene 5/8-Chor hat an der Ostseite ein kleines hochsitzendes Rundfenster, das von zwei hohen Rundbogenfenstern flankiert wird. Das Dach des Chors erreicht dieselbe Höhe wie das Kirchenschiff und hat einen schlanken Dachreiter mit geschwungener Haube, die von einem vergoldeten Turmknauf und einem schmiedeeisernen Patriarchenkreuz bekrönt wird. An der Südseite des Chors ist eine Sakristei vorgebaut, die durch einen rechteckigen Eingang zugänglich ist und in zwei Ebenen kleine Rechteckfenster hat.

## Ausstattung der Kirche

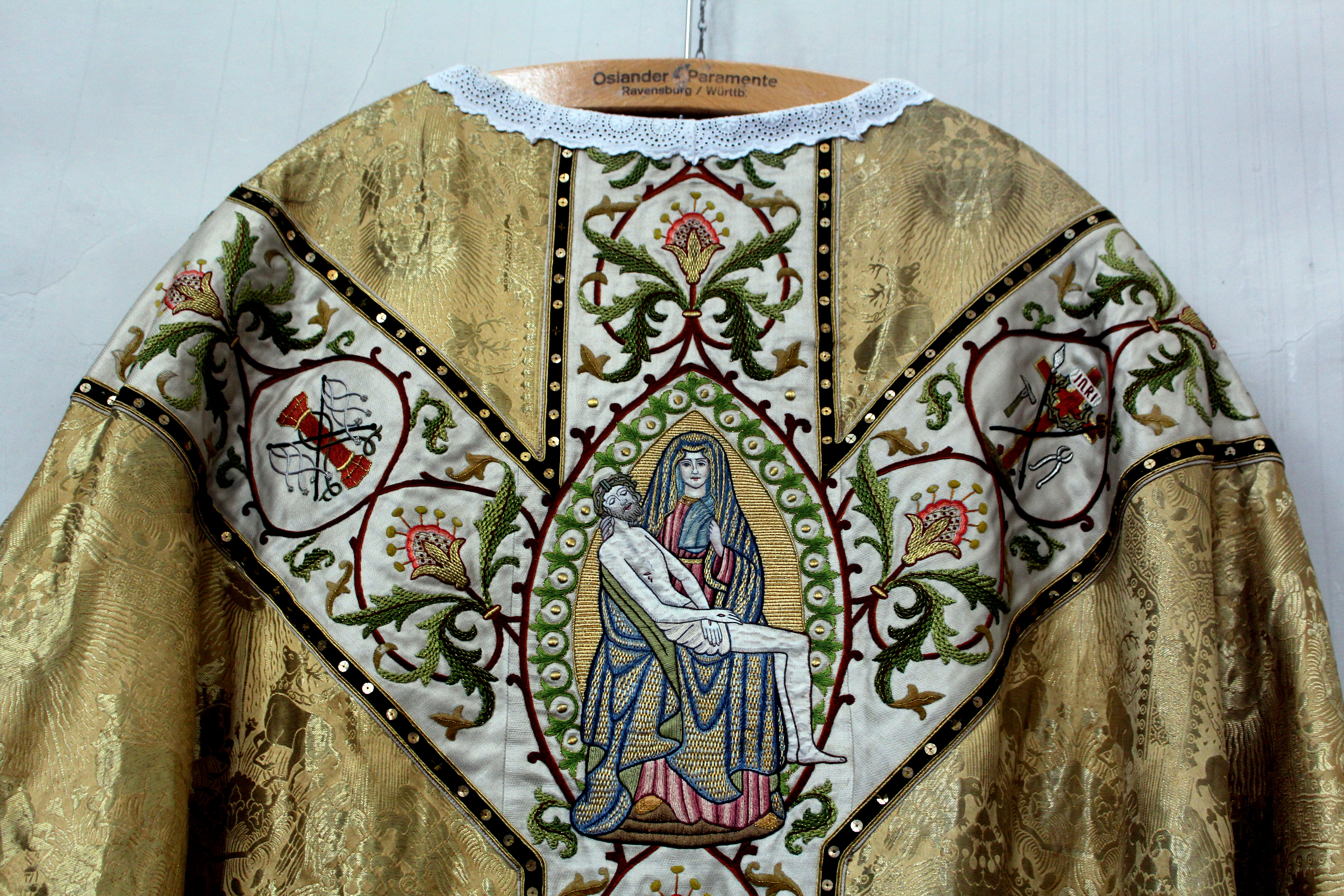
In Seide besticktes Messgewand der Wallfahrtskirche Deutstetten aus dem Jahre 1923.

Die Decke imitiert durch Rippenansätze auf profilierten Konsolen ein Gewölbe. Ein großer Rundbogen öffnet den Chor zum Kirchenschiff. Ein Durchgang in den Balusterschranken unter dem Chorbogen ermöglicht den Zugang zur blockförmigen Mensa, die aus verschiedenfarbigem Marmor gestaltet ist.
Die barocke Ausstattung stammt im Wesentlichen aus dem 17. Jahrhundert. Der Hauptaltar steht an der Ostwand des Chors, die beiden Nebenaltäre vor dem Chorbogen. Die berühmte Pietà steht in einem großen Rundbogenfeld des Hauptaltars zwischen gedrehten Säulen. Am südlichen Chorbogen ist die tonnenförmige Kanzel angebracht. Das hölzerne Kirchengestühl lässt einen Mittelgang frei.

### Votivtafeln
In der Deutstetter Chronik wurden alle Gebetserhörungen, die bekannt geworden sind, festgehalten. Als Dank für die Erhörung hatten die Gläubigen gelobt eine Votivtafel als Form eines gemalten Dankes gestiftet. Eine typische Inschrift lautet: „Gott zu Lob und Ehren der schmerzhaften Muetter Maria hat Joseph Geiselhart v. Ehstetten wegen seinem gefehrlichen zufahl (=Unfall), diese Tafel mahlen lassen. 1808“

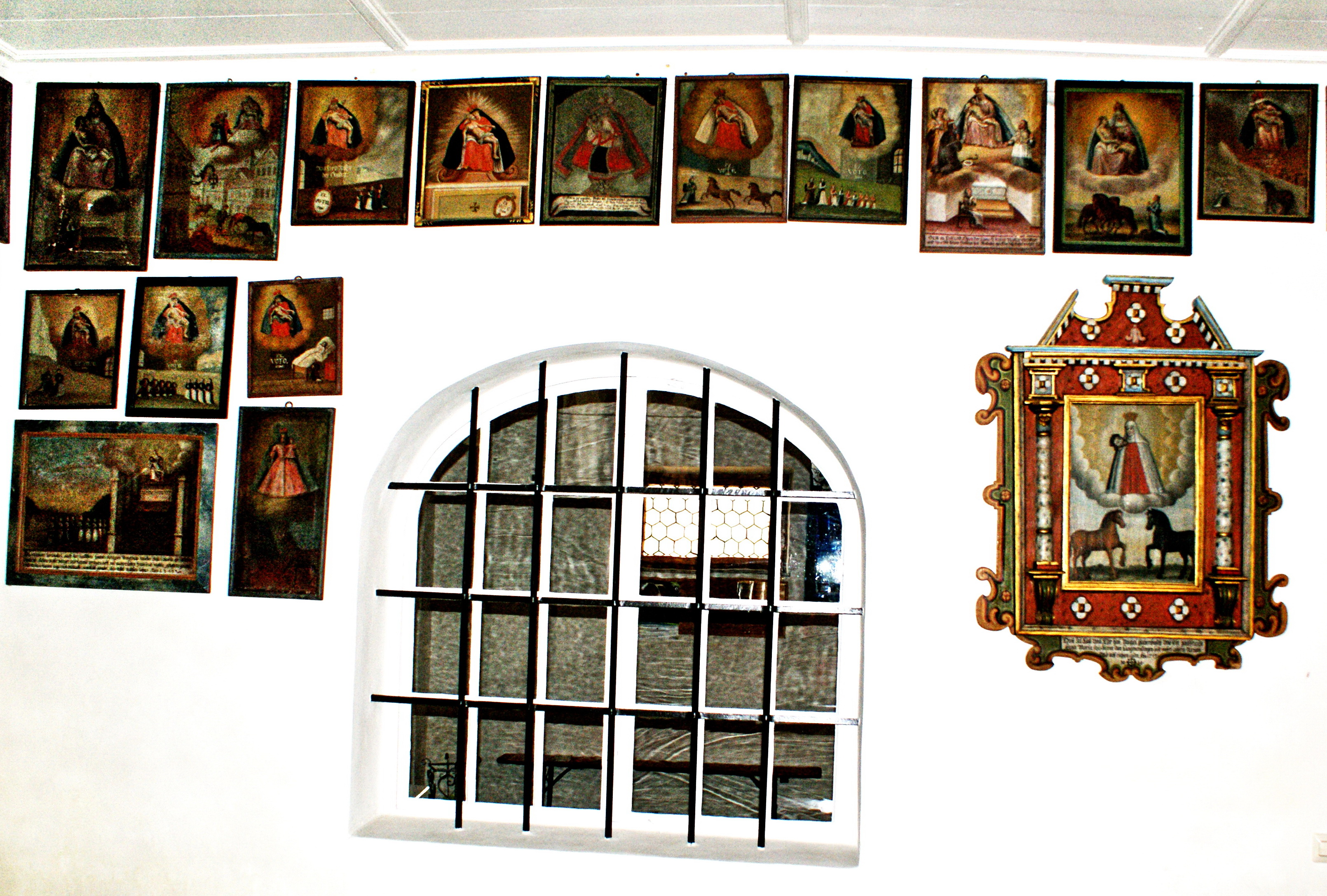
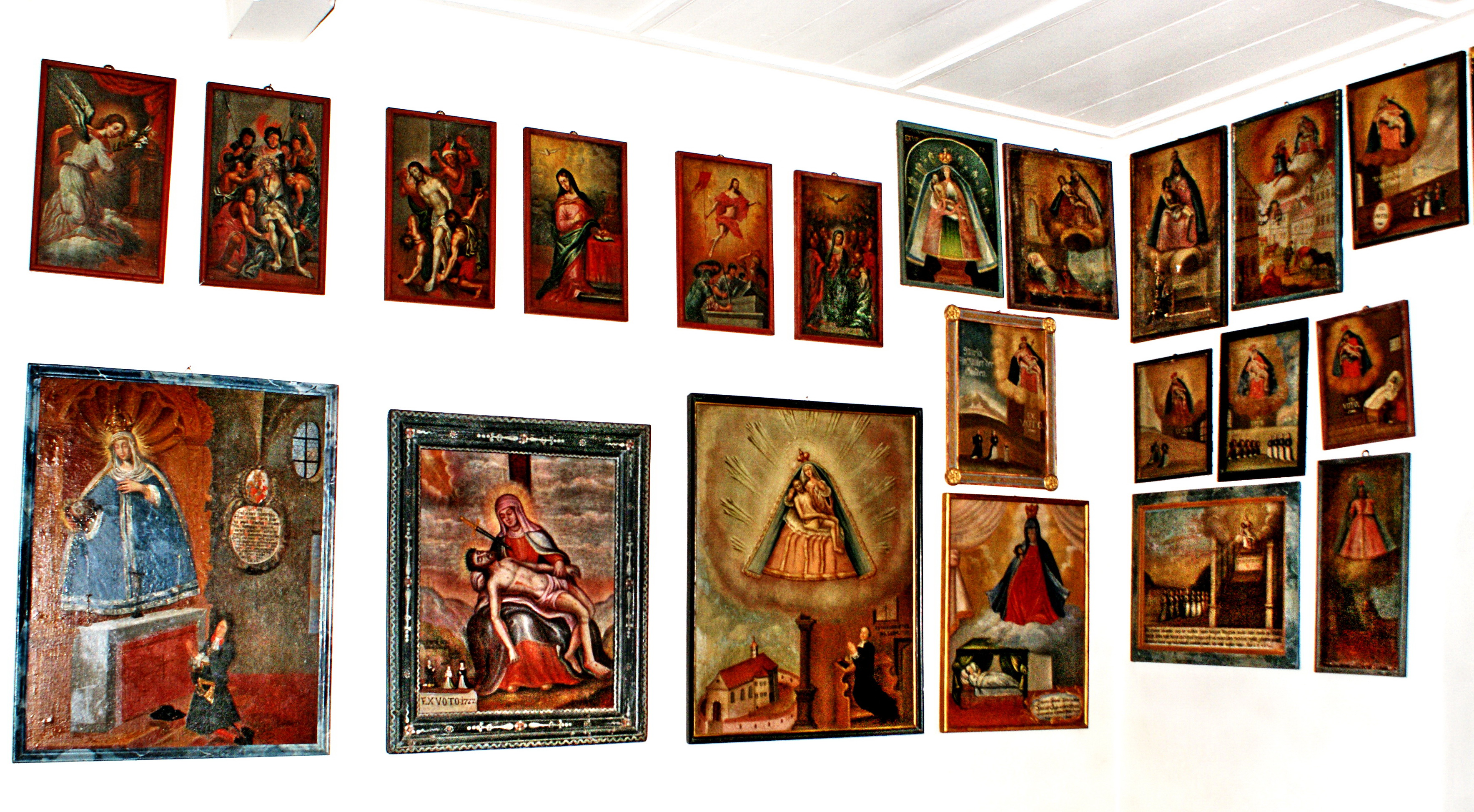
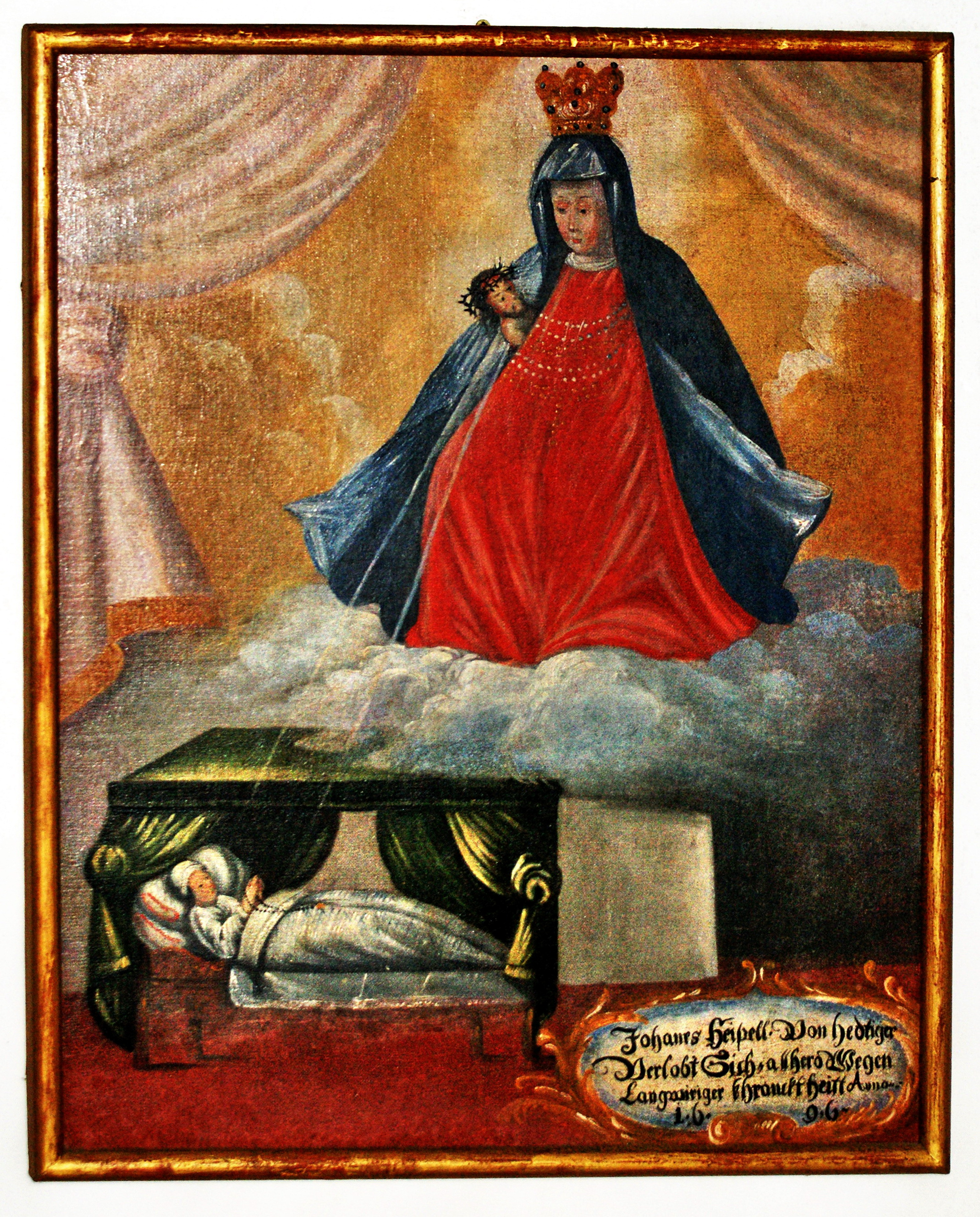
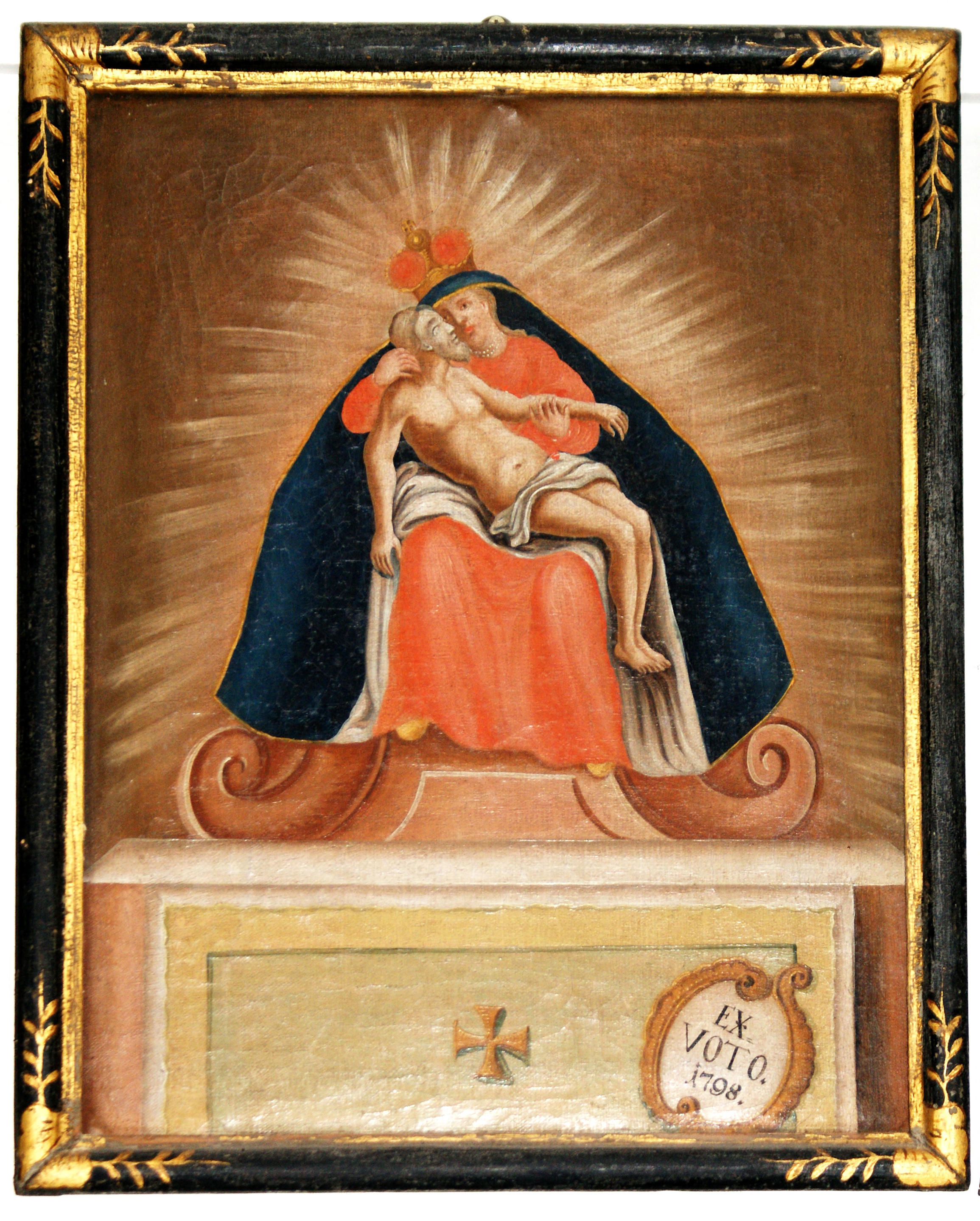
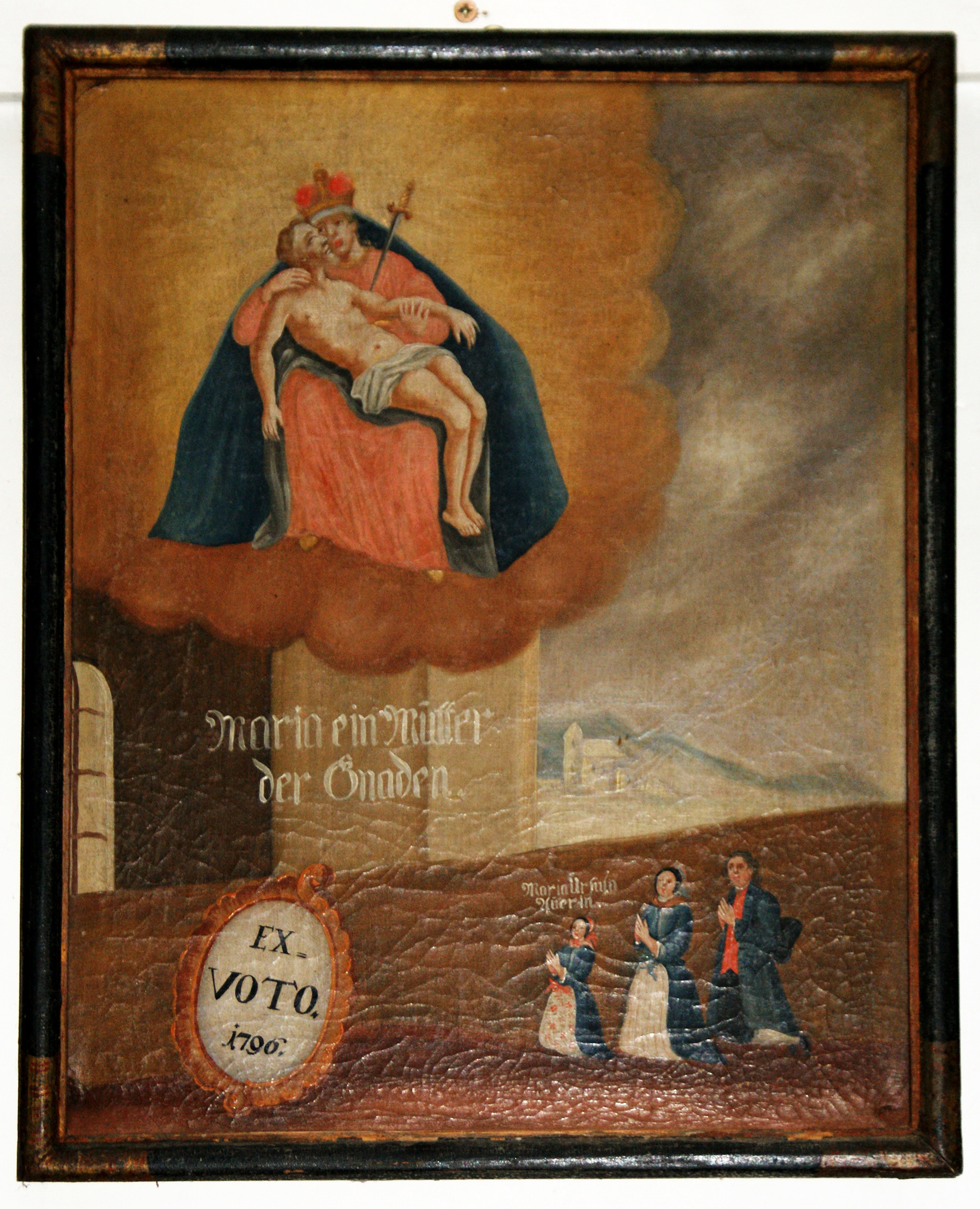

### Orgel
Auf der Empore an der Kirchenwestseite steht die Orgel aus dem Jahre 1994. Sie wurde von der Firma Stehle in Haigerloch-Bittelbronn als Opus 209 gebaut. Das Instrument mit mechanischer Spiel- und Registertraktur verfügt über elf Register, die auf zwei Manuale und Pedal verteilt sind. Die Disposition wurde von Konrad Philipp Schuba, Insel Reichenau / Mittelzell, entworfen.
| I Manual C–g3  |                |
| Prinzipal      | 8′             |
| Rohrgedeckt    | 8′             |
| Oktave         | 4′             |
| Blockflöte     | 4′             |
| Schwiegel      | 2′             |
| Sesquialter II | 2 ⁄3′ + 1 3⁄5′ |
| Larigot        | 1 ⁄3′          |

| II Manual C–g3 |    |
| Gedeckt        | 8′ |
| Rohrflöte      | 4′ |

| Pedal C–f1  |     |
| Subbass     | 16′ |
| Gedacktbass | 8′  |

- Koppeln: I/P, II/P

### Glocken
Während der Nazidiktatur musste die Pfarrgemeinde am 3. September 1942 ihre im Dachreiter untergebrachten Glocken an die Reichsstelle für Metalle abliefern, sie wurden zu Rüstungszwecken eingeschmolzen. Die  beiden neuen Glocken der Glockengießerei Kurtz in Stuttgart mit den Schlagtönen a′ und cis″ wurden am 13. März 1949 in der Stadtpfarrkirche St. Nikolaus zusammen mit den fünf neuen Glocken dieser Kirche geweiht.

## Friedhof

### Denkmale für die Opfer von Kriegen
Die Denkmale für die Opfer von Kriegen sind auf einer eigenen Seite erklärt: Kriegerdenkmale in Veringenstadt

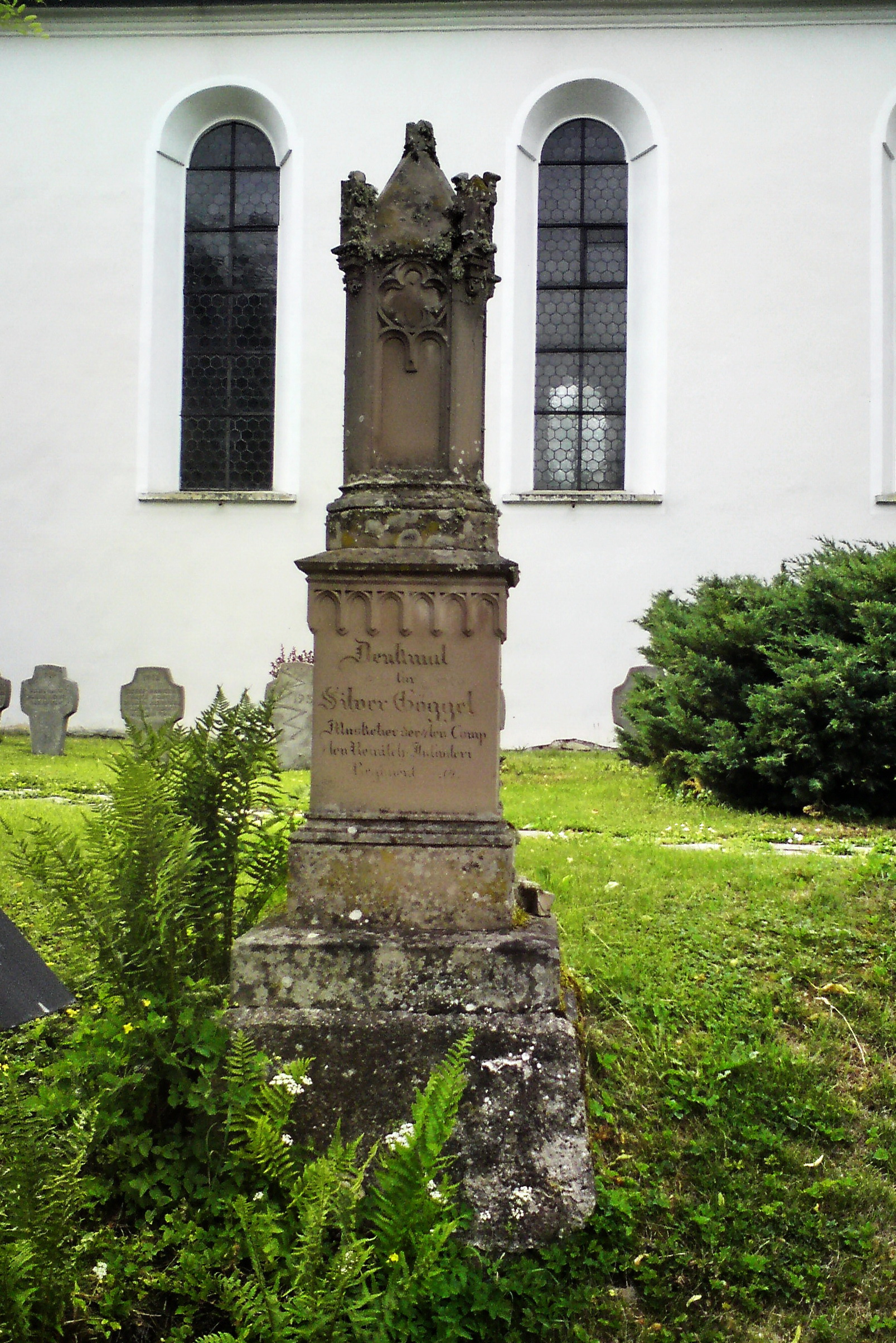
Gefallenendenkmal Deutscher Krieg 1866.
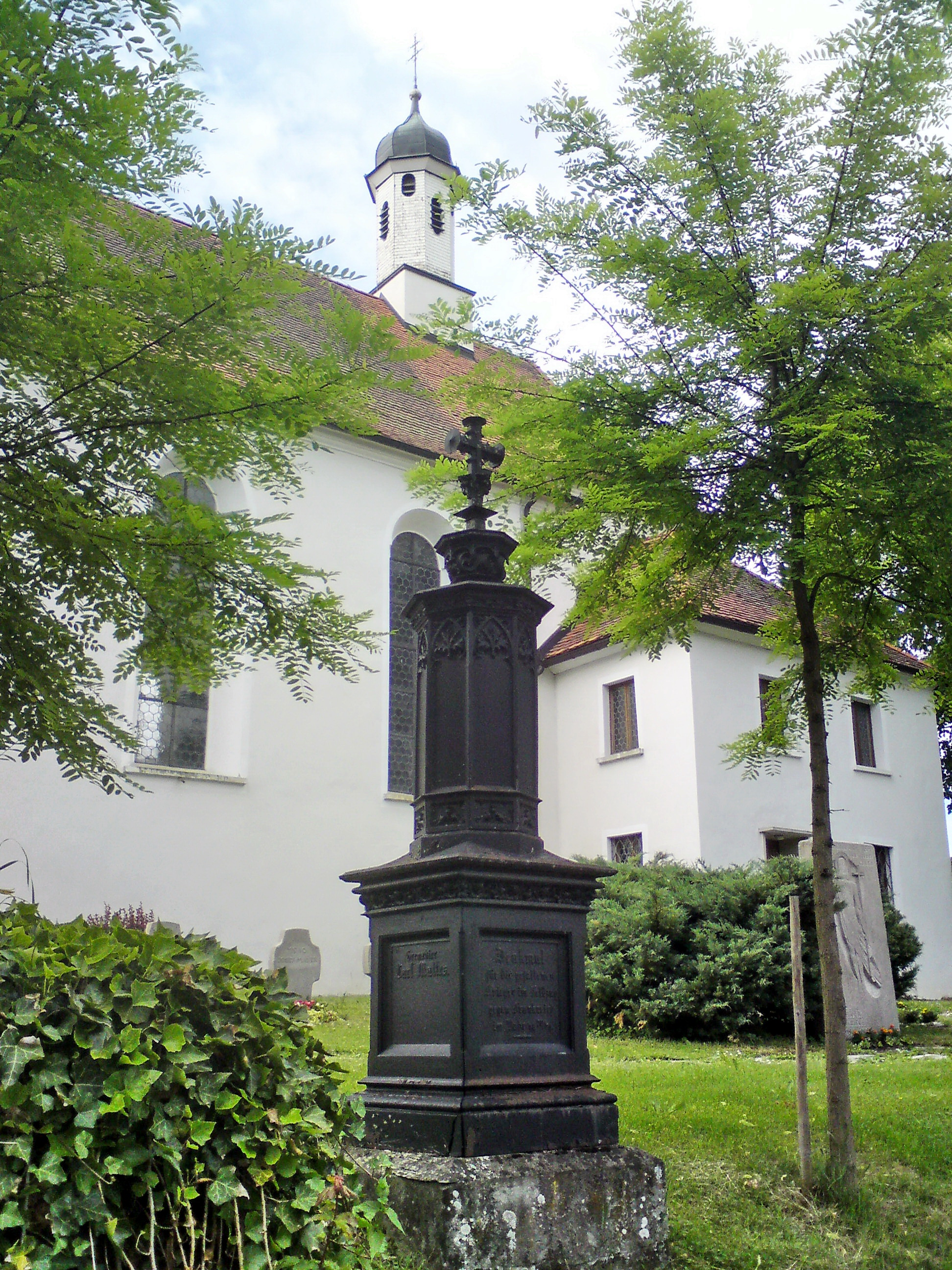
Kriegerdenkmal des Deutsch-Französischen Krieges 1870–1871.
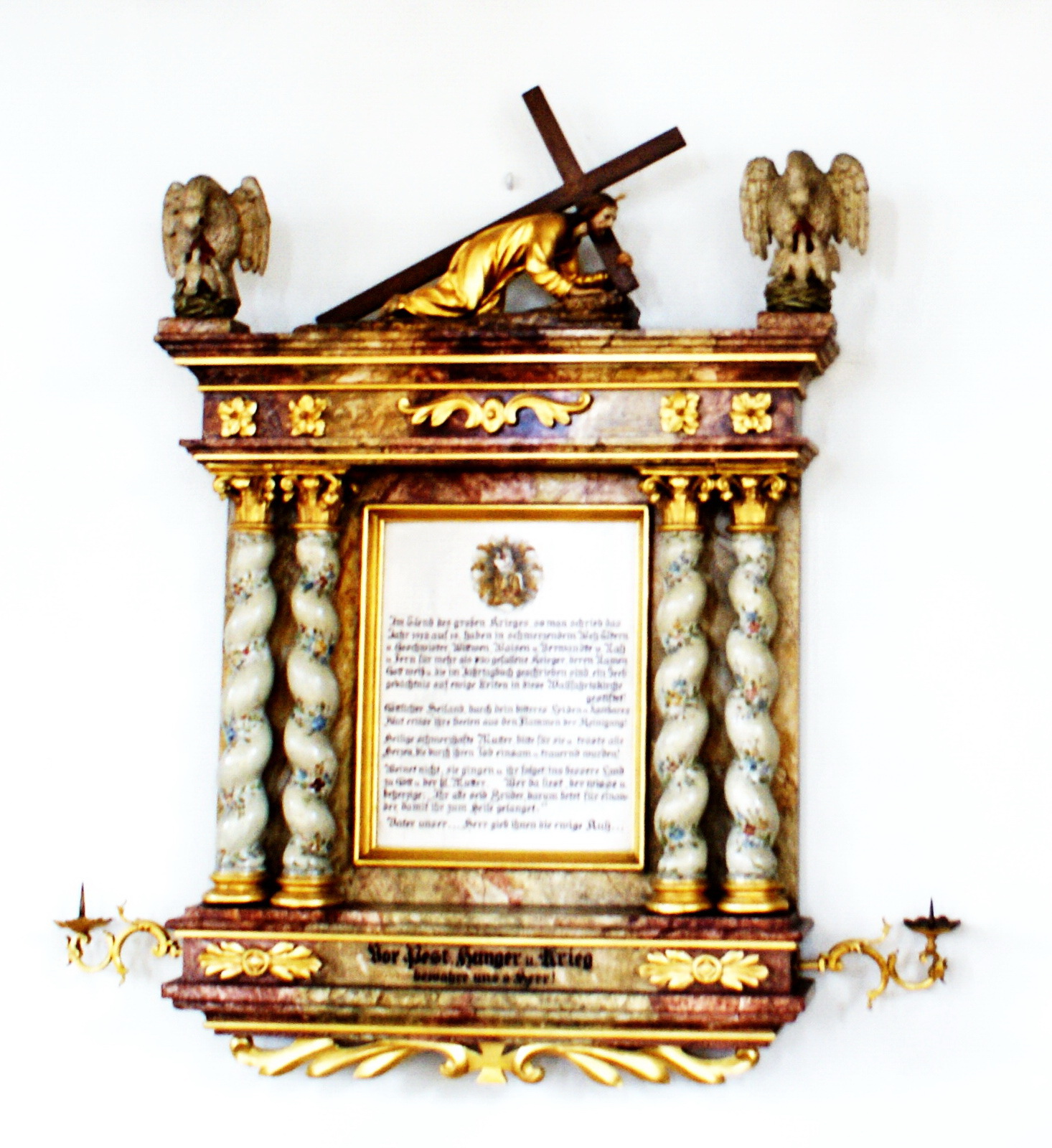
Gedenktafel anlässlich der Stiftung des „Kriegerjahrtages“ 1918. Eingeweiht am 18. Februar 1919. Gefertigt durch Kunstmaler Leonhard Steinle (1877–1923) aus Sigmaringen.
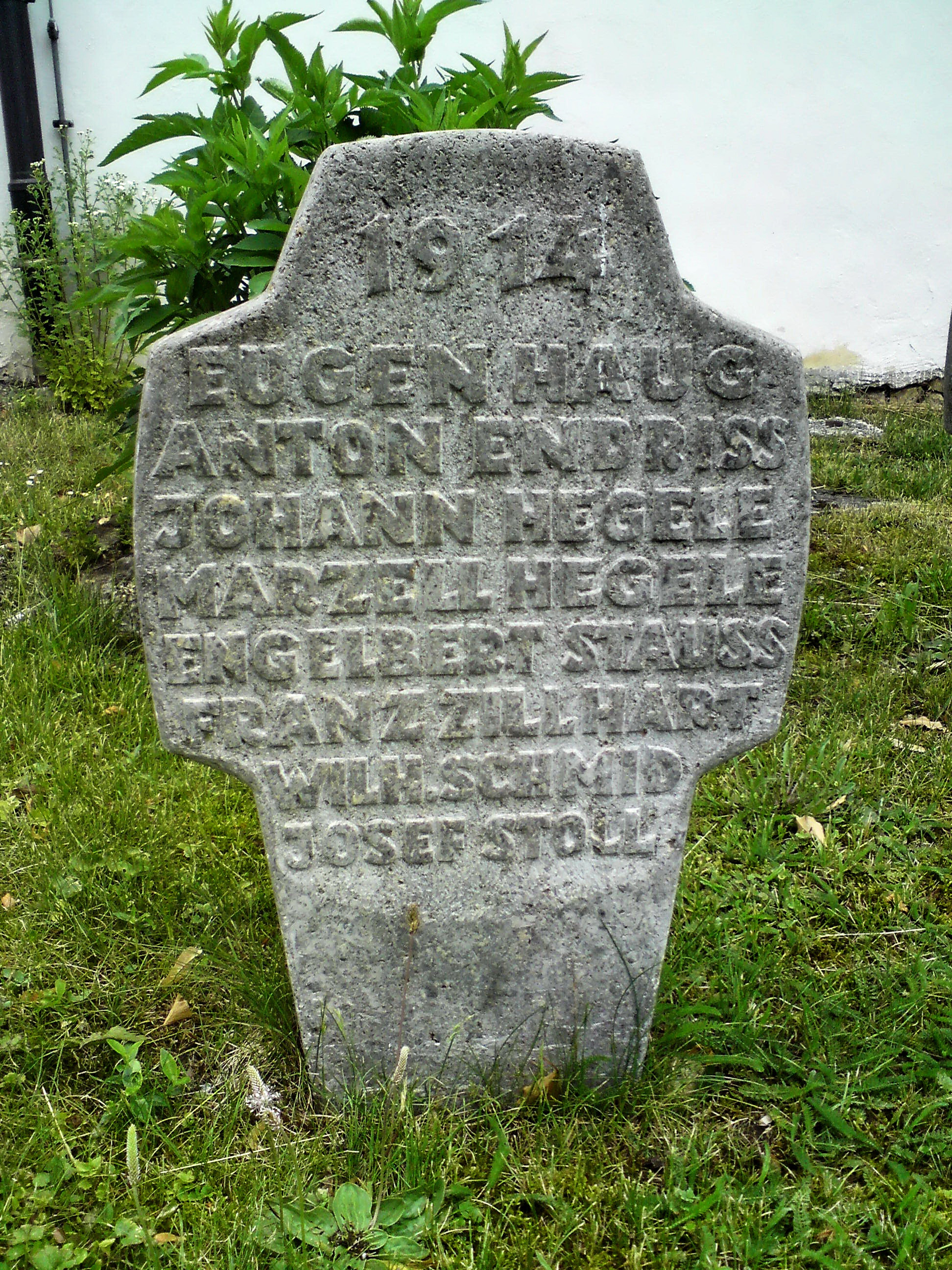
Gedenkstein für die Opfer des Ersten Weltkrieges 1914.
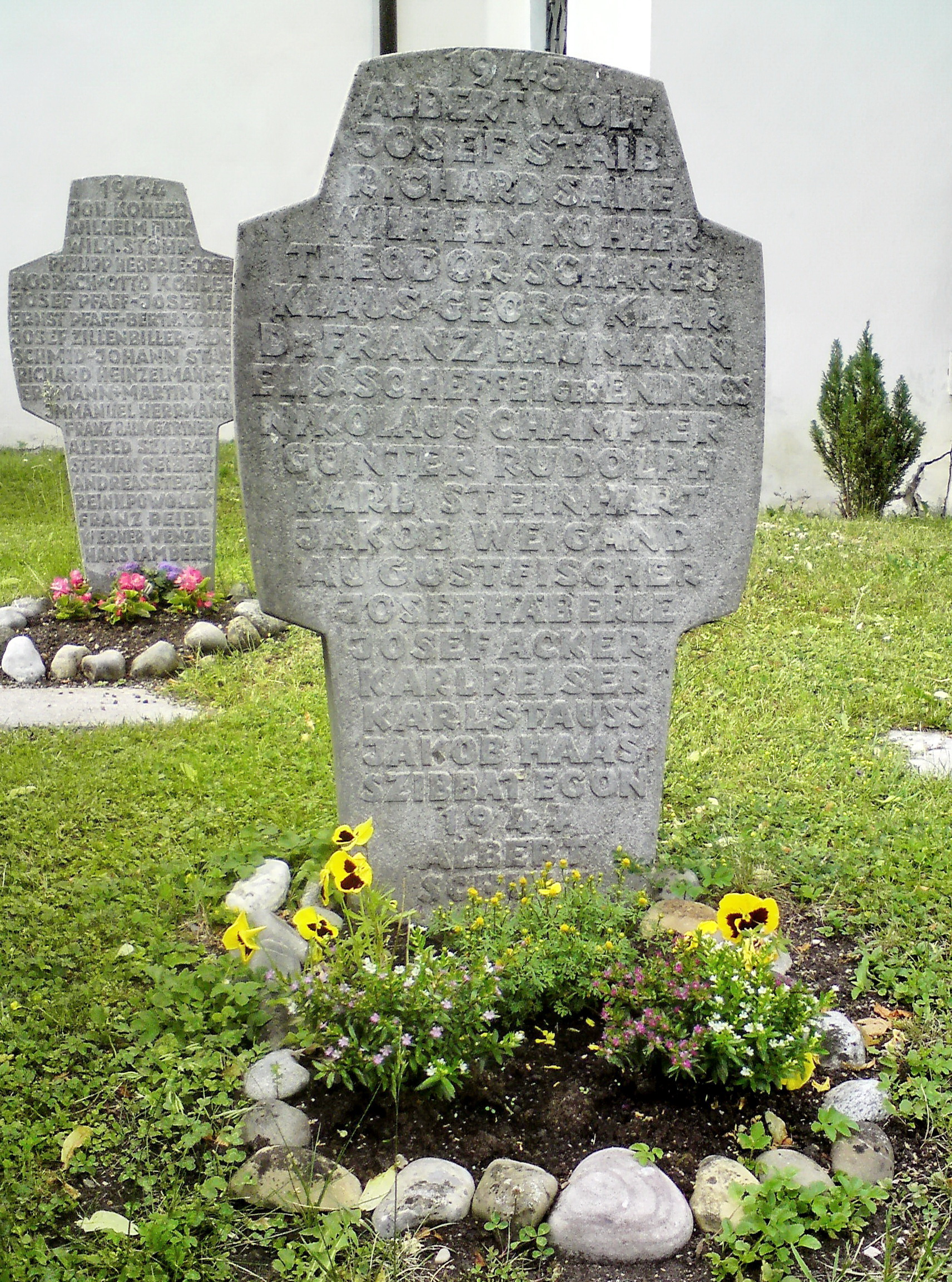
Gedenkstein für die Opfer des Zweiten Weltkrieges 1945.

### Christus an der Geißelsäule, Friedhofskreuz und Grabdenkmale

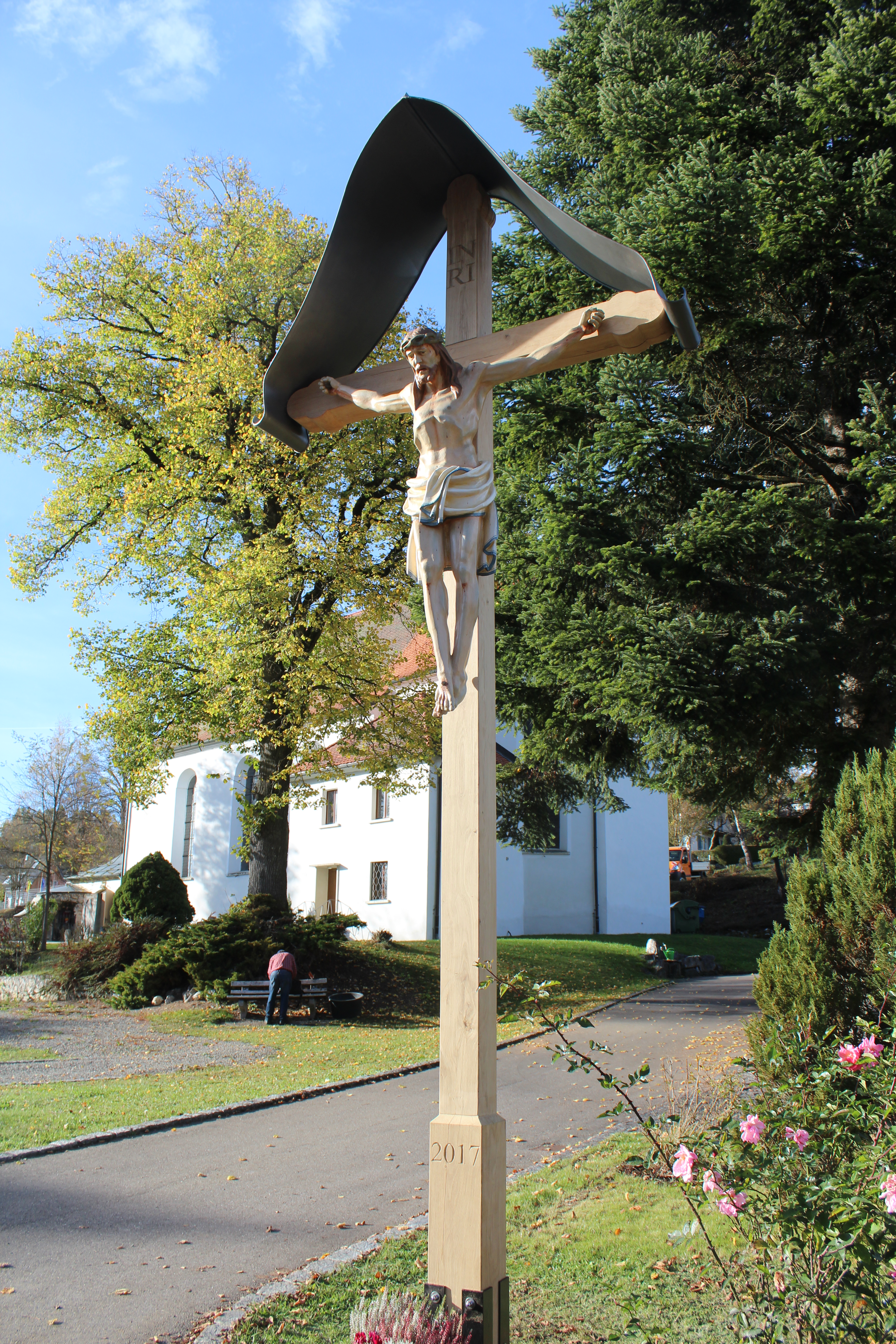
Im Kriegsjahr 1941 hat der aus Veringenstadt gebürtige Erzbischöfliche Protonotar, Domdekan und Generalvikar Adolf Rösch, Ehrenbürger der Stadt Veringen, das große Friedhofskreuz gestiftet. Im Jahre 2017 wurde das Kreuz durch die August Moschkon - Stefan Fink - Stiftung erneuert und der Korpus restauriert.
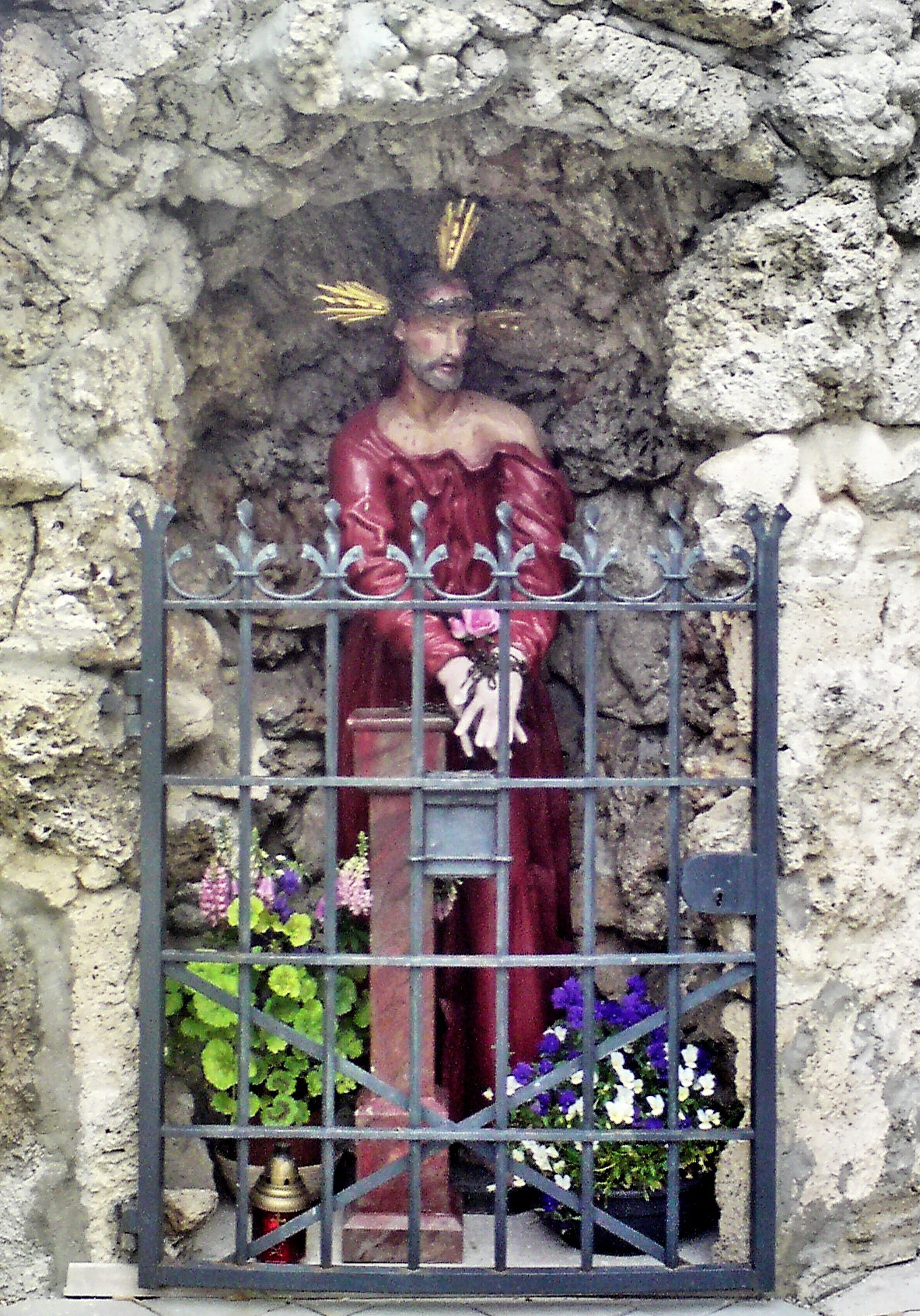
Der in der Nacht vor seiner Kreuzigung an die Geißelsäule gekettete Jesus.
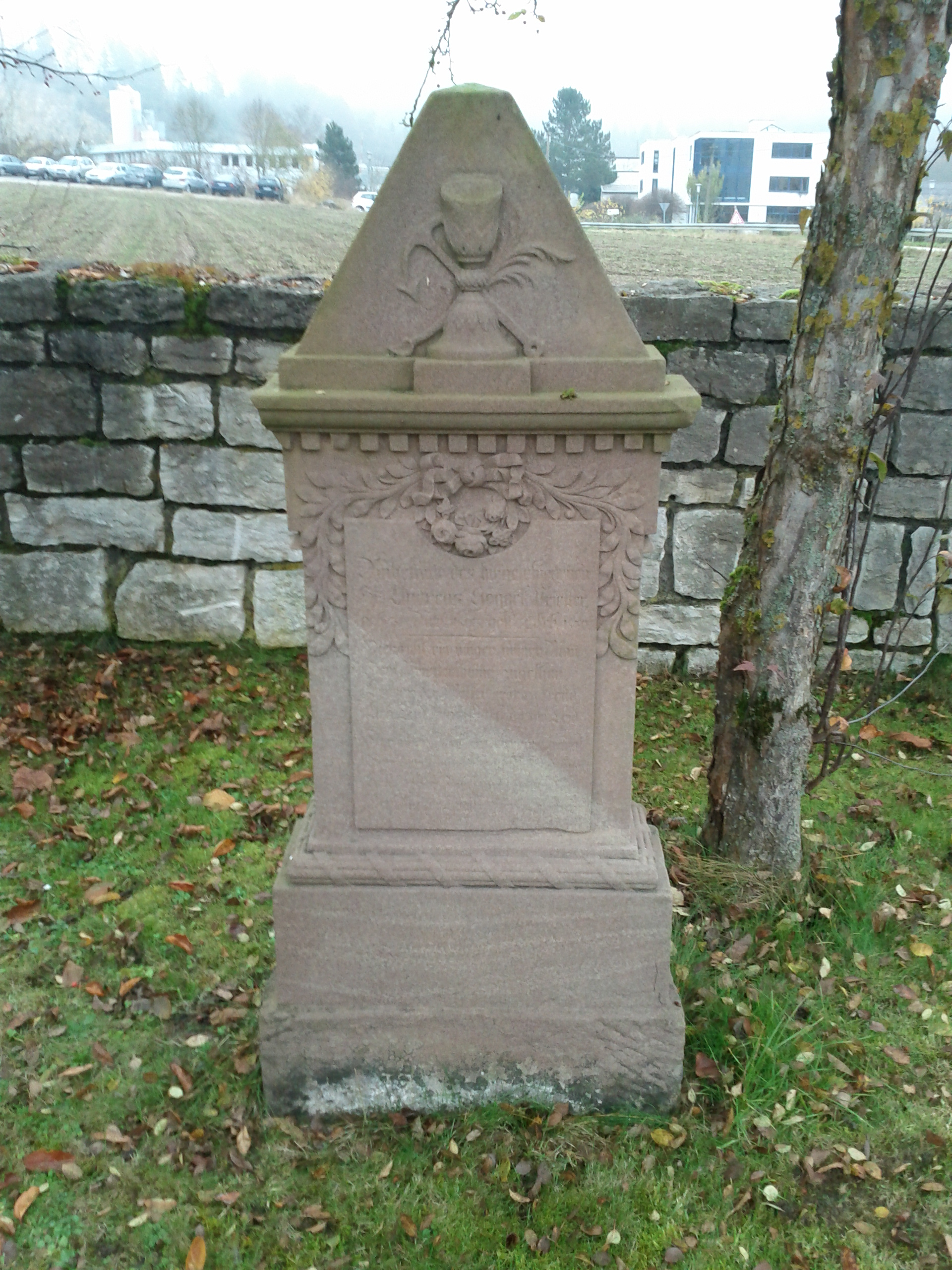
Grabstein Pfarrer Andreas Göggel. (* ??; † 4. Feb. 1870)
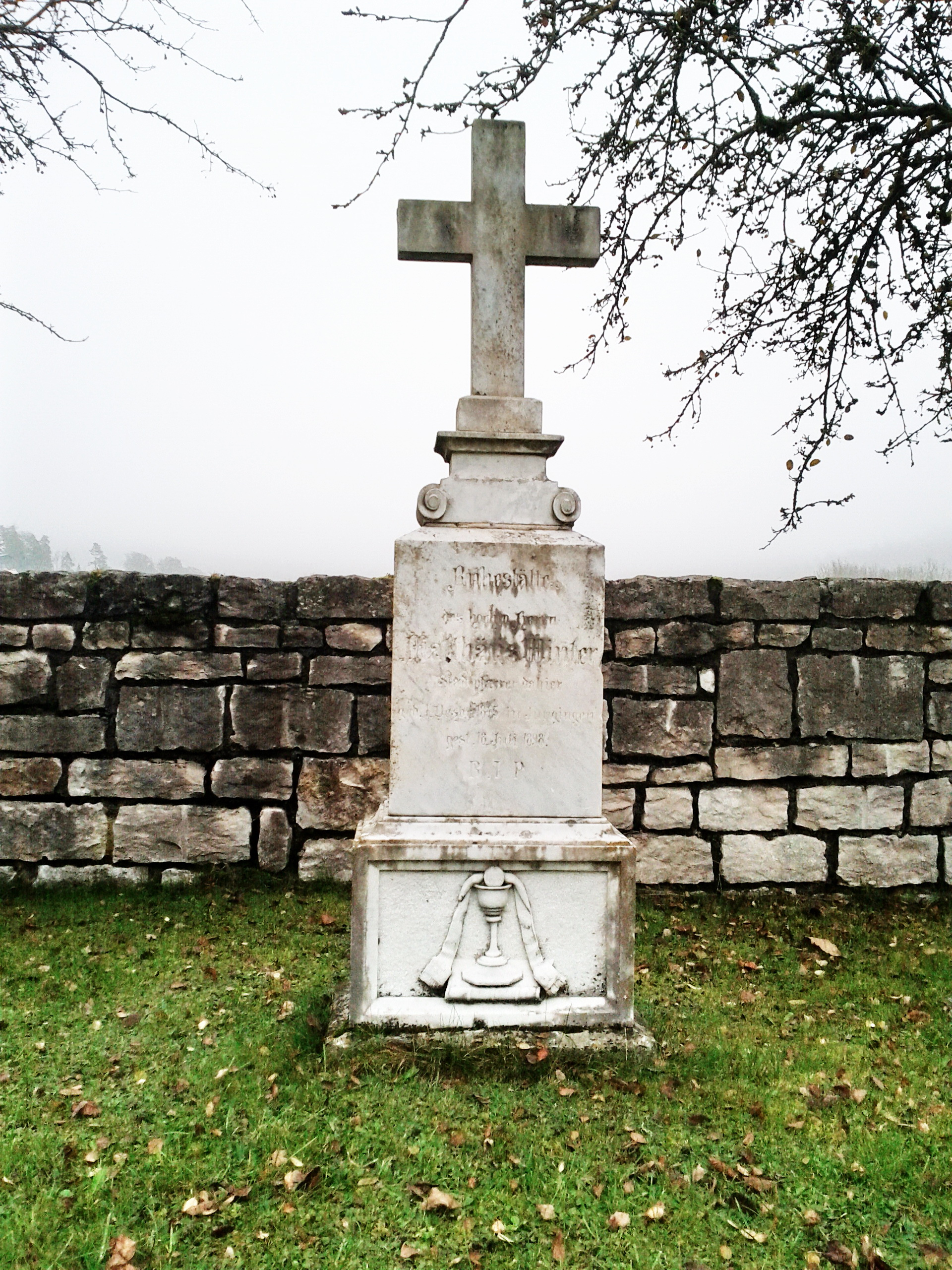
Grabstein Pfarrer Mathäus Winter. (* 1. Dez. 1845 in Jungingen; † 18. Juli 1898 in Veringenstadt)
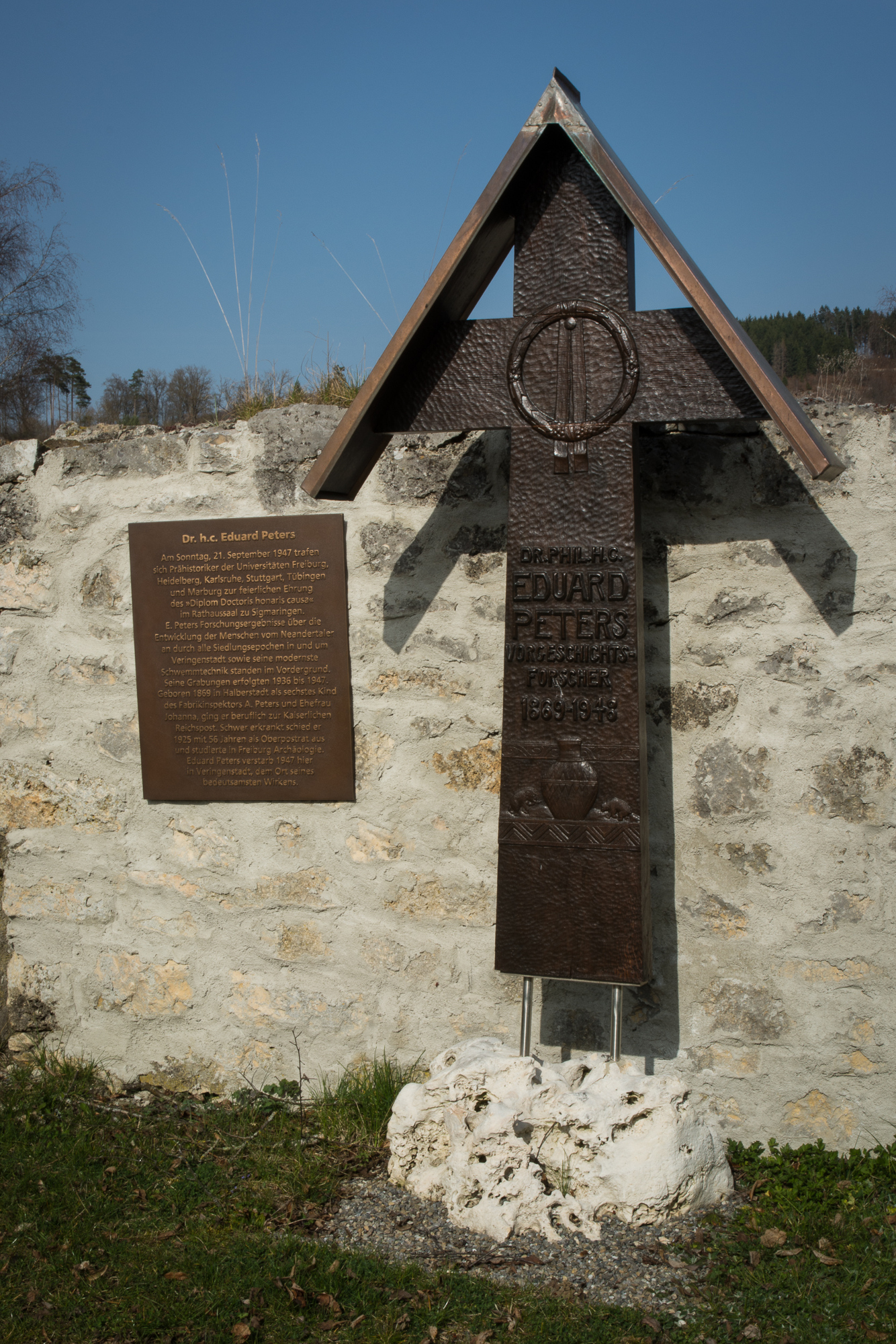
Grabkreuz von Prähistoriker Eduard Peters. (* 9. April 1869 in Halberstadt; † 21. Mai 1948 in Veringenstadt), der die Höhlenausgrabungen in Veringenstadt leitete.
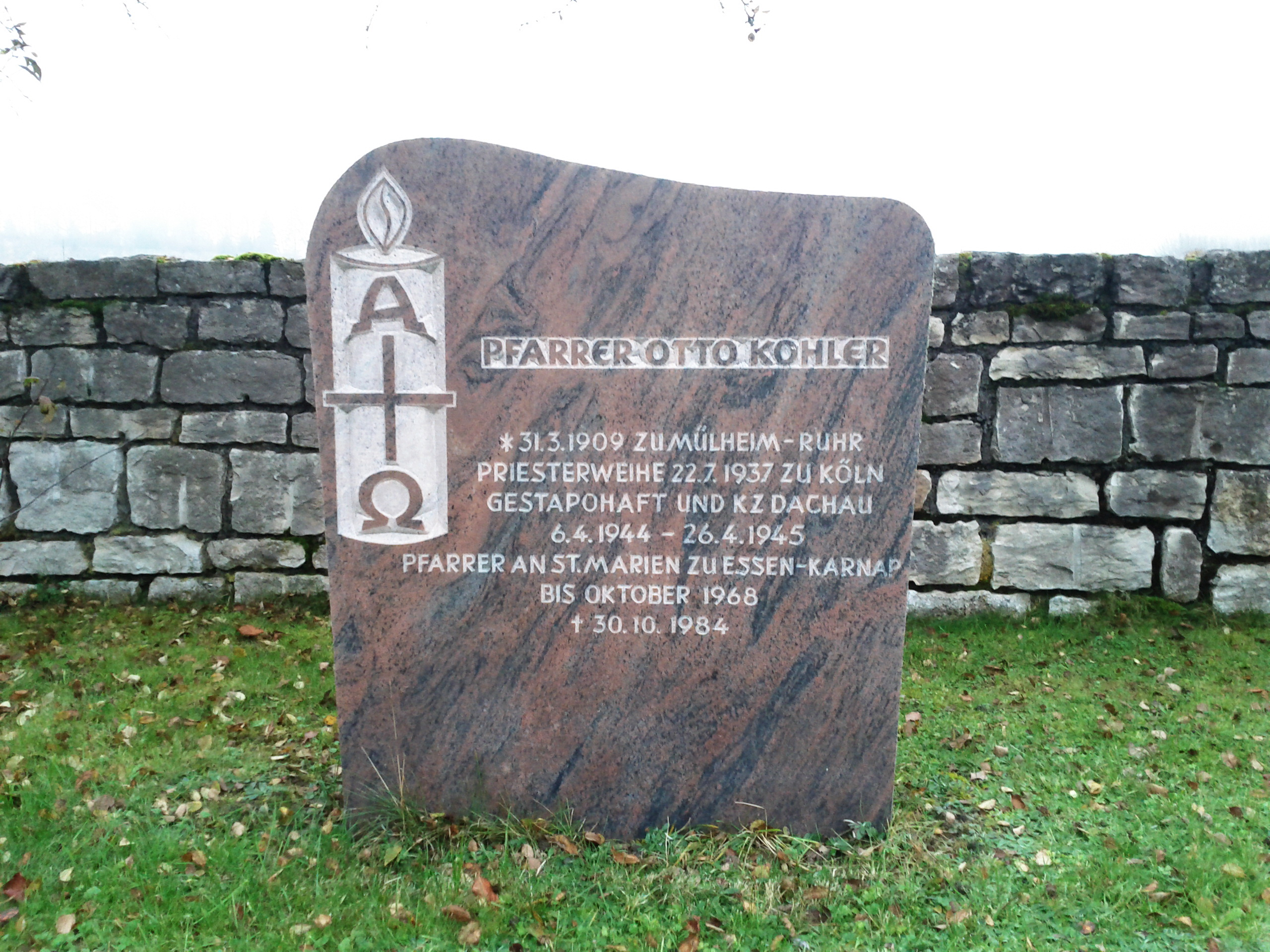
Grabstein Pfarrer Otto Kohler (* 31. März 1909 in Mülheim an der Ruhr; † 31. Oktober 1984 in Veringenstadt) war katholischer Geistlicher und im KZ Dachau inhaftiert.
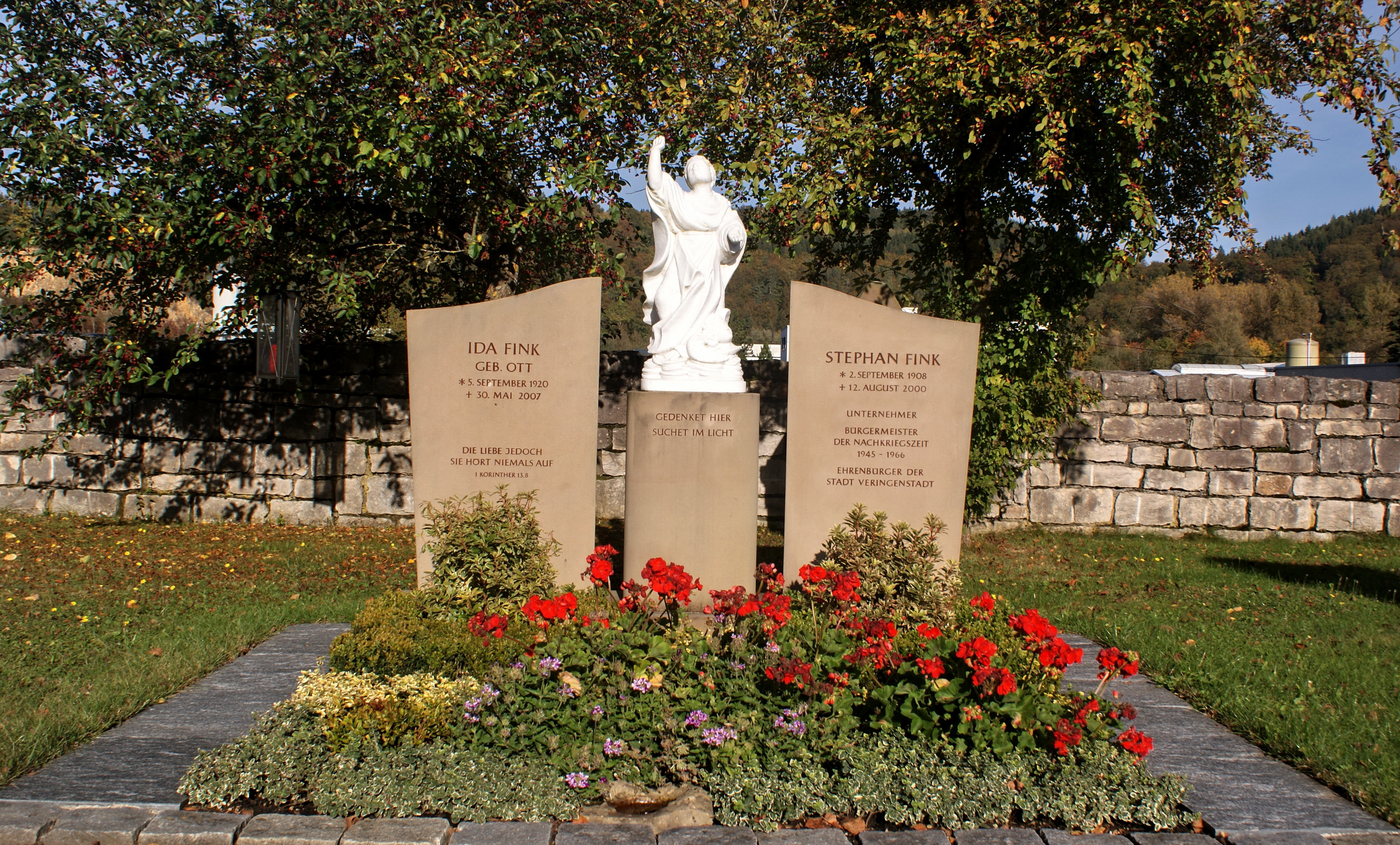
Grab Ida und Stefan Fink (* 2. September 1908 in Veringenstadt; † 12. August 2000 in Veringenstadt) Bürgermeister von 1945 bis 1966 und Unternehmer. Träger des Bundesverdienstkreuzes am Bande. Ehrenbürger von Veringenstadt.